# Suspiria (pel·lícula de 1977)
Suspiria és una pel·lícula de terror sobrenatural italiana de 1977 dirigida per Dario Argento, que va coescriure el guió amb Daria Nicolodi, parcialment basada en l’assaig de 1845 de Thomas De Quincey Suspiria de Profundis. La pel·lícula és protagonitzada per Jessica Harper com una estudiant de ballet estatunidenca que es trasllada a una prestigiosa acadèmia de dansa però s'adona, després d'una sèrie d'assassinats, que l'acadèmia és un front per a un aquelarre de bruixes. També compta amb Stefania Casini, Flavio Bucci, Miguel Bosé, Alida Valli, Udo Kier i Joan Bennett, en el seu darrer paper al cinema.
La pel·lícula és la primera de la trilogia a la qual Argento es refereix com Le tre madri, que també inclou Inferno (1980) i La terza madre (2007). Suspiria ha rebut una resposta positiva de la crítica pel seu estil visual i estilístic, l'ús de colors vibrants i la seva banda sonora d'Argento i la banda de rock progressiu Goblin.
Suspiria va ser nominada a dos Premis Saturn: Millor actriu secundària per Bennett el 1978, i a la millor estrena de pel·lícula clàssica en DVD el 2002. És reconeguda com una de les pel·lícules més influents del gènere de terror i ha rebut elogis de la crítica en crítiques retrospectives. Va servir d'inspiració per a una pel·lícula del mateix títol del 2018, dirigida per Luca Guadagnino.

## Argument
Suzy Bannion, una jove estudiant de ballet estatunidenca, arriba a Friburg de Brisgòvia, Alemanya Occidental, per estudiar a la mixta Tanz Akademie, una prestigiosa escola de dansa. Veu una altra estudiant, Pat Hingle, fugir de l'escola terroritzat. A la Suzy se li denega l'entrada a l'escola i es veu obligada a quedar-se a la ciutat durant la nit. Pat es refugia a l'apartament d'un amic i li diu que alguna cosa sinistre va passar a l'escola. Pat és emboscada per una figura fosca que l'apunyala repetidament abans de penjar-la amb un llaç llançant-la a través de la claraboia de l'edifici d'apartaments. L'amic de Pat també és assassinat després de ser empalat per un fragment de vidre que cau mentre intentava alertar els altres inquilins de l'assassinat.
La Suzy torna a l'escola l'endemà al matí, on coneix la senyoreta Tanner, la instructora en cap, i la senyora Blanc, la directora adjunta. Tanner presenta la Suzy a Pavlos, un dels criats de l'escola. També coneix les companyes de classe Sara i Olga, la seva nova companya de pis. La Suzy viu una trobada inquietant amb una de les matrones de l'escola i el nebot de Blanc, l'Albert, abans de desmaiar-se durant una classe de ball. Quan recupera la consciència, la Suzy s'assabenta que l'Olga l'ha expulsat del seu apartament, obligant-la a viure a l'escola amb la Sara a l'habitació del costat.
Una nit, cauen larves dels sostres de les habitacions dels estudiants a causa d'un enviament de menjar malmès a les golfes, obligant-los a dormir en un dels estudis de dansa. Durant la nit, una dona entra a l'habitació però queda enfosquida per una cortina penjada pel perímetre de l'habitació. La Sara, espantada per la seva respiració ronca i laboriosa, la reconeix com la directora de l'escola, que suposadament és fora de la ciutat. L'endemà, el pianista cec de l'escola, Daniel, és acomiadat bruscament per la senyoreta Tanner quan el seu pastor alemany mossega l'Albert. Daniel és perseguit per una força invisible mentre caminava per una plaça aquella nit; el seu gos es gira cap a ell i li arrenca brutalment la gola.
La Sara li diu a la Suzy que va ser ella la que va negar la seva entrada la nit que Pat va ser assassinada. Ella revela que Pat es comportava estranyament abans de la seva mort i promet mostrar a Suzy les notes que va deixar enrere. La Sara descobreix que falten les notes de Pat i es veu obligada a fugir quan un atacant invisible entra a l'habitació. La persegueixen per l'escola abans d'acorralar-la a les golfes. Ella s'escapa per una petita finestra però cau en un pou de filferro d'arç, embolicant-la abans que el seu perseguidor la mati tallant-li la gola.
L'endemà al matí, Tanner li diu a la Suzy que la Sara ha fugit de l'escola. Sospitosa, Suzy es posa en contacte amb l'amic i antic psiquiatre de la Sara, Frank Mandel. Revela que l'escola va ser fundada el 1895 per l'emigrada grega Helena Markos, que suposadament era una bruixa. Suzy també consulta amb el professor Milius, un professor d'ocultisme. Revela que un aquelarre de bruixes mor sense el seu líder, del qual treuen poder.
La Suzy torna a l'escola per descobrir que tothom ha marxat per assistir al Ballet Bolshoi. Recordant una conversa amb la Sara sobre els passos, segueix el so amb cura i la porta al despatx de la senyora Blanc. Recordant que Pat va pronunciar les paraules "secret" i "iris" la nit que va ser assassinada, Suzy descobreix una porta oculta que s'obre girant un iris blau en un mural a l'oficina de Blanc. Suzy entra al passadís i troba els instructors de l'acadèmia, liderats per Madame Blanc, planeant la seva mort en forma d'un sacrifici humà. Albert alerta en Pavlos de la presència de Suzy. La Suzy s'amaga en una alcova, on troba el cadàver desfigurat de la Sara.
Perseguida per Pavlos, Suzy es retira al dormitori d'Helena Markos. La Suzy troba Markos dormint, reconeixent-la com la directora per la seva dificultosa respiració. Ella accidentalment la desperta trencant un paó decoratiu. Markos es fa invisible i es burla de Suzy abans de reanimar el cadàver mutilat de Sara per assassinar-la. Quan els llamps revelen sense voler la silueta de Markos, la Suzy la empala pel coll amb una de les plomes de vidre trencades del paó. La mort de Markos fa que el cadàver de Sara desaparegui.
La Suzy fuig mentre l'escola comença a implosió. La senyora Blanc, la senyoreta Tanner, Pavlos i la resta de l'aquelarre moren sense el poder de Markos per mantenir-los. La Suzy s'escapa a la nit plujosa mentre l'escola és consumida pel foc.

## Repartiment
- Jessica Harper com a Suzy Bannion
- Stefania Casini com a Sara Simms
- Flavio Bucci com a Daniel
- Miguel Bosé com a Mark
  - Gregory Snegoff com la veu anglesa de Mark
- Barbara Magnolfi com a Olga Ivanova
  - Carolyn De Fonseca com la veu anglesa d'Olga Ivanova
- Susanna Javicoli com a Sonia
- Eva Axén com a Patricia "Pat" Hingle
- Alida Valli com a senyoreta Tanner
- Joan Bennett com a Madame Blanc
- Margherita Horowitz com a professora
- Jacopo Mariani com Albert
- Franca Scagnetti com a cuinera
- Renato Scarpa com a professor Verdegast
- Giuseppe Transocchi com a Pavlos
- Udo Kier com el Dr. Frank Mandel (sense acreditar)
  - Frank von Kugelgen com a veu anglesa del Dr. Frank Mandel
- Rudolf Schündler com el professor Milius (sense acreditar)
  - Geoffrey Copleston com la veu anglesa del professor Milius
- Giovanni Di Bernardo com a inspector de policia (sense acreditar)
  - Ted Rusoff com a veu anglesa de l'inspector de policia
- Lela Svasta com a Mater Suspiriorum/Helena Markos (sense acreditar)

El director Dario Argento proporciona la narració en la versió original italiana. A la versió anglesa, la narració la proporciona William Kiehl.

## Producció

### Desenvolupament
Argento va basar Suspiria en part en l'assaig de Thomas De Quincey Suspiria de Profundis (1845). El crític Maitland McDonagh assenyala: "En la lectura d'Argento [del material], les tres mares generen/habiten un món cinematogràfic basat en imatges arquetípiques jungianes, cadascuna dominant una ciutat en particular." Argento va dir que la idea de la pel·lícula va sorgir després d'un viatge per diverses ciutats europees, incloses Lió, Praga i Torí. Va quedar fascinat pel "Triangle màgic", un punt on es troben França, Alemanya i Suïssa; aquí és on Rudolf Steiner, un polèmic reformador social i ocultista, va fundar una comunitat antroposòfica. Comentant la bruixeria i l'ocultisme, Argento va declarar: "Hi ha molt poc de què fer broma. És una cosa que existeix." El títol i el concepte general de "Le tre madri"—un concepte Argento s'ampliaria a Inferno i La terza madre—venen de l'assaig de De Quincey, que era una inspiració per a la pel·lícula. Hi ha una secció a l'obra titulada "Levana and Our Ladies of Sorrow". La peça afirma que així com hi ha tres Destins i tres Gràcies, hi ha tres Dolors: "Mater Lacrymarum, Nostra Senyora de les Llàgrimes", "Mater Suspiriorum, Nostra Senyora dels Sospirs" i "Mater Tenebrarum, Mare de Déu de les tenebres".
Daria Nicolodi va ajudar Argento a escriure el guió de la pel·lícula, que combinava els temes ocults que interessaven a Argento amb contes de fades que van inspirar a Nicolodi, com ara Barbablava, Les aventures de Pinotxo, i Alícia en terra de meravelles. Nicolodi també va basar parcialment les seves contribucions al guió en un història personal que li havia explicat la seva àvia, en què la seva àvia havia anat a prendre una lliçó de piano a una acadèmia sense nom on creia haver trobat la màgia negra. La trobada va aterrir la seva àvia i la va impulsar a fugir. Tanmateix, Argento va dir més tard que aquesta història havia estat fabricada. Utilitzant les idees bàsiques de Nicolodi, Argento va ajudar a coescriure el guió, que va intentar ambientar en una acadèmia de dansa a Friburg im Breisgau, prop de les fronteres alemanyes amb Suïssa i França. El personatge principal de Suzy Bannion es basava en Blancaneus. Inicialment, els personatges de la pel·lícula eren noies molt joves, d'entre vuit i deu anys, però això es va alterar quan els productors de la pel·lícula dubtaven a fer una pel·lícula amb tots els actors joves. A més, la seqüència final de la pel·lícula es va basar en un somni. Nicolodi el va tenir mentre s'allotjava a Los Angeles.

### Càsting
L'actriu estatunidenca Jessica Harper va ser elegida per al paper principal de la ballarina de ballet estatunidenca Suzy Bannion, després d'assistir a una audició a través de la William Morris Agency. Argento va triar Harper basant-se en la seva actuació a  Phantom of the Paradise (1974) de Brian De Palma. Després de ser seleccionada per la pel·lícula, Harper va veure 4 mosche di velluto grigio (1971) per entendre millor l'estil del director. Harper va rebutjar un paper a Annie Hall (1977) de Woody Allen per tal d'aparèixer a la pel·lícula.
Argento va sol·licitar a l'actriu italiana Stefania Casini el paper secundari de Sara, una petició que ella va satisfer, després d'haver estat una admiradora de les seves pel·lícules. però no va poder fer-ho a causa d'una lesió, i Casini va ser substituïdaa l'últim moment. L'actor alemany Udo Kier va ser elegit per al paper secundari menor de Frank Mandel.<ref. nom=25è/>

### Rodatge

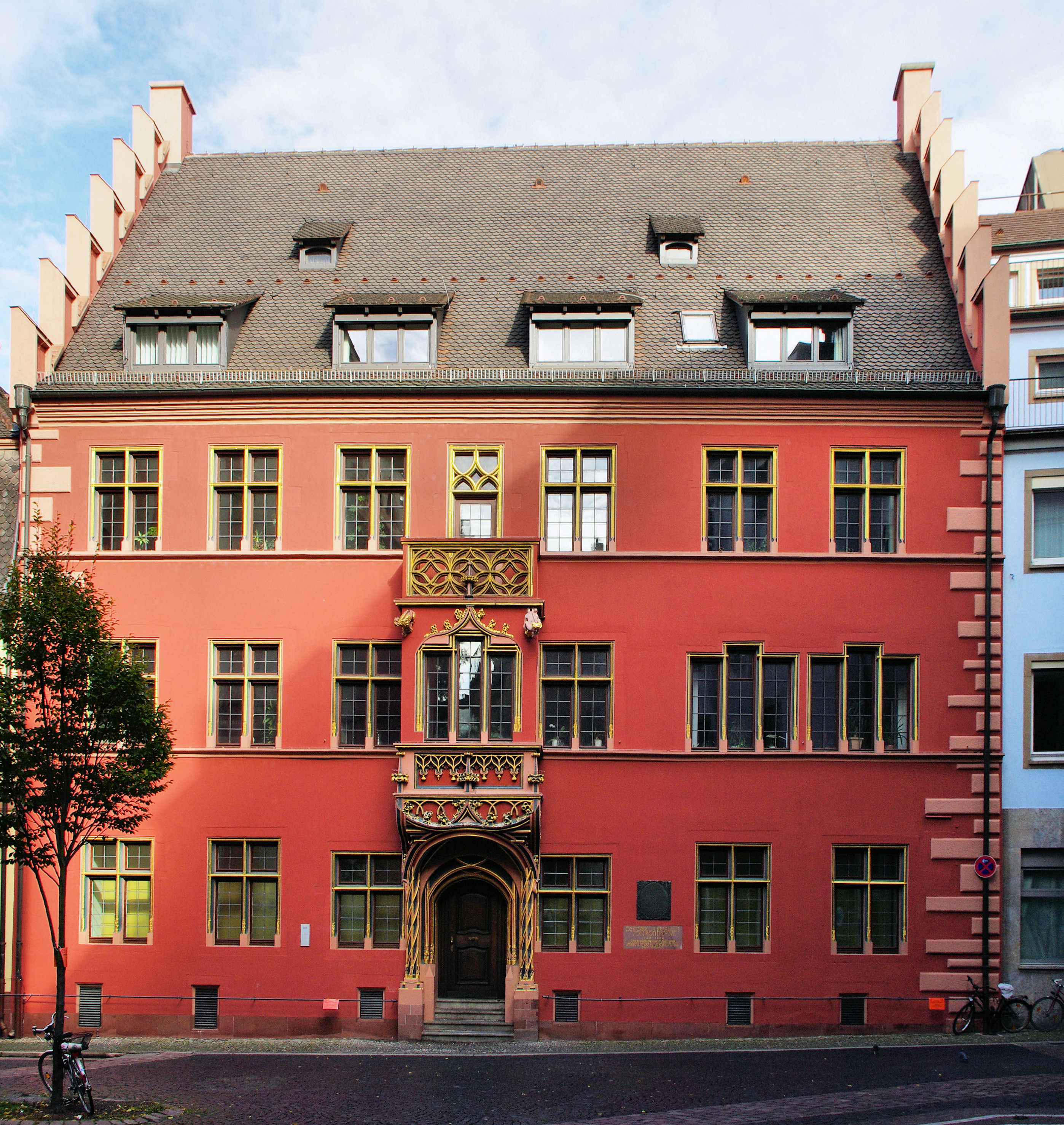
The façada de Haus zum Walfisch a Friburg es va replicar per a la pel·lícula.

La majoria de Suspiria es va rodar als estudis De Paoli a Roma, on es van construir escenografies exteriors clau (inclosa la façana de l'acadèmia). L'actriu Harper va descriure la pel·lícula. gravar com "molt, molt concentrat", ja que Argento "sabia exactament el que buscava". La façana de l'acadèmia es va reproduir en un escenari sonor de la vida real Casa de la Balena a Friburg. També es van fer fotografies addicionals a Munic, inclosa l'escena de la mort de Daniel a la plaça Königsplatz com a escena inicial de la pel·lícula, que es va rodar a l'aeroport de Munic-Riem (tancat el 1992). L'escena en què Suzy es reuneix amb el Dr. Mandel es va filmar fora de l'edifici de la seu de BMW a Munic.
Suspiria destaca per diverses floritures estilístiques que s'han convertit en marques registrades d'Argento, especialment l'ús d'estructures de peça escènica que permeten que la càmera s'atreveixi a elements visuals pronunciats. El director de fotografia Luciano Tovoli va ser contractat per Argento per rodar la pel·lícula, basant-se en proves de pel·lícules en color que havia realitzat, que Argento va considerar que coincideixen amb la seva visió, en part inspirada en Blancaneu (1937). La pel·lícula es va rodar amb lents anamòrfiques. El disseny de producció i la cinematografia emfatitzen els colors primaris vius, especialment el vermell, creant un entorn de malson deliberadament poc realista, emfatitzat per l'ús d'impressions imbibició Tecnícolor. Comentant els colors exuberants de la pel·lícula, Argento va dir: 
| « | Estàvem intentant reproduir el color de Blancaneus de Walt Disney; s'ha dit des del principi que Technicolor no tenia matisos suaus, [i] no tenia matisos, com els dibuixos animats retallats. | » |

El procés d'imbibició, utilitzat per a  El màgic d'Oz (1939) i Allò que el vent s'endugué (1939), és molt més viu en la seva interpretació del color que les impressions de llançament basades en emulsió, per tant, millora les qualitats de malson de la pel·lícula que Argento pretenia evocar. Va ser una dels últims llargmetratges que es processaran en Technicolor, utilitzant l'última màquina que quedava a Roma.

### Postproducció

#### Doblatge
Gairebé tots els diàlegs dels actors es van doblar mitjançant enregistrament addicional de diàlegs, una pràctica habitual en el cinema italià de l'època. Tanmateix, l'escena de l'acadèmia després del primer assassinat, on la policia investiga, inclou el diàleg original gravat al plató.

#### Banda sonora
La banda italiana de rock progressiu Goblin va compondre la major part de la banda sonora en col·laboració amb el mateix Argento. Goblin havia compost la banda sonora de la seva primera pel·lícula pel·lícula Roig fosc així com diverses pel·lícules després de Suspiria. Als crèdits inicials de la pel·lícula, se'ls coneix com "The Goblins". Com les composicions d'Ennio Morricone per a Sergio Leone, la partitura de Goblin per a "Suspiria" va creada abans que es rodés la pel·lícula. S'ha reutilitzat en diverses pel·lícules de Hong Kong, incloses les pel·lícuels d’arts marcials de Hong Kong de Yuen Woo-ping Dance of the Drunk Mantis (1979) i la comèdia de terror de Tsui Hark We're Going to Eat You  (1980).
El tema principal del títol va ser nomenat com una de les millors cançons llançades entre 1977 i 1979 al llibre The Pitchfork 500: Our Guide to the Greatest Songs from Punk to the Present, compilat pel lloc web de música Pitchfork. S'ha mostrat a la cançó de Raekwon i Ghostface Killah "Legal Coke", del mix tape de R. A. G. U., de RJD2 per a la cançó "Weather People" de Cage i per Army of the Pharaohs a la seva cançó "Swords Drawn".

## Estrena
Suspiria es va publicar a Itàlia l'1 de febrer de 1977. 20th Century Fox va adquirir els drets de distribució nord-americans; a causa del seu contingut violent, van dubtar a llançar Suspiria, però finalment van estrenar la pel·lícula el juliol de 1977 a través d'una empresa fantasma, International Classics. Les impressions americanes originals van ser retallades per un total de vuit minuts perquè la pel·lícula passi amb un classificació R. Malgrat les reserves inicials, l’estrena americana va tenir un èxit comercial i va resultar ser la setena estrena més taquillera de l'any de la Fox en vendes de sala. De totes les pel·lícules d'Argento, Suspiria va ser la seva més alta recaptació als Estats Units.

### Resposta crítica
Janet Maslin de The New York Times va escriure una ressenya mixta, dient que la pel·lícula tenia "uns encants esvelts, tot i que segur que es perdran per als espectadors que siguin curiosos". Kevin Thomas de Los Angeles Times va escriure que la pel·lícula era "consistentment plena de suspens i entretinguda" tot i estar "tacada per diàlegs en anglès malament doblats". John Stark de The San Francisco Examiner va ser crític i va escriure: "Suspiria és majoritàriament gore, amb poca trama o intriga." Gene Siskel del Chicago Tribune va expressar sentiments similars, criticant el paper de Harper perquè es "redueix a acovar-se a les cantonades"  i "vestia de semblar molt més jove que els seus anys"; mentre elogiava la direcció "visualment elegant" d'Argento, va sentir que Suspiria era inferior al seu debut com a director L'uccello dalle piume di cristallo (1970) i "juga com una feble imitació de "L'exorcista (1973)".
Igual que Siskel, a Bruce McCabe de The Boston Globe li va agradar la pel·lícula a The Exorcist i The Sentinel (1977), en última instància. considerant que és "una obra irregular i desigual massa sovint més descontrolada que la histèria que està intentant crear". Dave Kehr del Chicago Reader va fer una crítica favorable, afirmant que "Argento treballa molt pels seus efectes —al voltant de talls de xoc, llums de colors i angles de càmera peculiars— que seria descortés no tenir una mica de por". Tot i que J. Hoberman de The Village Voice també va fer una crítica positiva, la va anomenar "una pel·lícula que només té sentit a la vista". Bob Keaton de Fort Lauderdale News va elogiar la "trama ben elaborada" de la pel·lícula, comparant-ne elements amb les obres d'Edgar Allan Poe, i va afegir: "Per als cercadors d'emocions superficialment diabòlics, Suspiria és just la cosa." Una ressenya a Colorado Springs Gazette la va considerar "una pel·lícula per viure i per als amants del cinema de suspens ... Suspiria pot resultar ser el xoc més esgarrifós mai rodat."

#### Valoració retrospectiva
En els anys transcorreguts des del seu llançament, Suspiria ha estat citada per la crítica com una pel·lícula de culte. Al llibre European Nightmares: Horror Cinema in Europe Since 1945 (2012), la pel·lícula destaca per ser un "exemplar d’Eurohorror... és excessiu però aquí l'excés sembla comportar un retard més contundent d'una pulsió narrativa, en la mesura que la narració deixa d'existir periòdicament." Suspiria ha estat elogiada pels historiadors i crítics del cinema pel seu emfatitzat ús del color i les elaborades peces escèniques; L'estudiós cinematogràfic John Kenneth Muir assenyala que "tots i cadascun dels fotogrames de Suspiria estan compostos amb una atenció artística i notable al color".
The Village Voice va classificar Suspiria en el lloc número 100 a la seva llista de les 100 millors pel·lícules fetes al segle xx. Adam Smith de la revista Empire va atorgar a la pel·lícula una puntuació perfecta de cinc sobre cinc. La revista Empire també va classificar Suspiria com a número 312 a la seva llista dels 500 les millors pel·lícules mai fetes així com el número 45 de la seva llista "Les 100 millors pel·lícules del cinema mundial". AllMovie la va anomenar "un dels assalts més impactants als sentits que s'hagin comès mai amb el cel·luloide ... La història implacable del sobrenatural va ser —i probablement encara ho és— la més propera que un cineasta ha arribat a captar un malson en una pel·lícula." Entertainment Weekly classificat com a Suspiria com a número 18 a la seva llista de les 25 pel·lícules més terrorífiques de la història. Una enquesta de crítics de Total Film la va classificar en el tercer lloc a la seva llista de les 50 millors pel·lícules de terror mai fetes. Una de les seqüències de la pel·lícula es va classificar en el lloc número 24 al programa The 100 Scariest Programa Movie Moments de Bravo. IGN el va classificar #20 a la seva llista de 25 millors pel·lícules de terror. A l'agregador de ressenyes Rotten Tomatoes, la pel·lícula té una puntuació del 93% basada en 61 crítiques recollides retrospectivament, amb una valoració mitjana de 8,40/10. El consens crític del lloc web afirma: "La sang vessa lliurement en el clàssic Suspiria d'Argento, un giallo de terror tan grandiós i brillant com sagnant." Rotten Tomatoes també la va classificar en el lloc 61 a la seva llista de les 100 millors pel·lícules de terror. A Metacritic, la pel·lícula té una puntuació mitjana ponderada de 79 sobre 100, basada en 11 crítics, el que indica "crítiques generalment favorables".

### Mitjans domèstics
Suspiria va ser llançat en DVD per Anchor Bay Entertainment en un conjunt de tres discos l'11 de setembre de 2001. Aquest llançament, que era una edició limitada restringida a 60.000 unitats, inclou un vídeo mestre de la pel·lícula amb certificat THX, amb un segon disc que consta d'un  documental minuciós de 52 minuts i altres materials addicionals; el tercer disc és un CD que consta de la partitura original de la pel·lícula. Aquest llançament també inclou un fullet de 28 pàgines i deu reproduccions de targetes i cartells. El líder de Goblin Claudio Simonetti va formar més tard la banda de heavy-metal Daemonia; el DVD també conté un vídeo de la banda tocant una reelaboració del tema Suspiria. Anchor Bay va publicar una edició estàndard d'un sol disc el mes següent.
El 19 de desembre de 2017, el distribuïdor independent de mitjans domèstics Synapse Films va estrenar la pel·lícula per primera vegada en Blu-ray als Estats Units en un paquet limitat de caixa metàl·lica. Aquesta versió també consta de tres discos que inclouen una restauració en 4K del llargmetratge, materials addicionals i la partitura original en un disc compacte. El 13 de març es va publicar una versió àmplia que no conté el CD de la banda sonora 2018. El 19 de novembre de 2019, Synapse va llançar la seva restauració en 4K, però sense el CD de la banda sonora ni un disc Blu-ray que l'acompanyi.
A Itàlia, la pel·lícula va rebre un llançament en Blu-ray remasteritzat en 4K a través del distribuïdor italià Videa el febrer de 2017.

## Llegat
Tres bandes: la banda noruega de thrash metal Susperia; una banda pionera de rock gòtic del Regne Unit de mitjans de la dècada de 1990, Suspiria; i el projecte witch house Mater Suspiria Vision—s'han batejat amb el nom de la pel·lícula. Diversos àlbums també han utilitzat el títol, incloent un àlbum de la banda de metal gòtic Darkwell, un àlbum de la banda de Darkwave Miranda Sex Garden i  Suspiria de Profundis de Die Form, que també es pot considerar inspirada en l'obra del mateix títol de Thomas De Quincey. La música de la pel·lícula també ha estat imitada i mostrada per diversos artistes, inclòs Ministry a la cançó "Psalm 69" del seu àlbum Psalm 69: The Way to Succeed and the Way to Suck Eggs, Cage Kennylz a "Weather People" i Atmosphere a "Bird Sings Why the Caged I Know". La banda estatunidenca de death metal Infester va incloure una mostra de la pel·lícula a la seva cançó, "Chamber of Reunion", del seu àlbum To the Depths, In Degradation (1994). La Two Star Symphony Orchestra, amb seu a Houston, Texas, va incloure una cançó titulada "Goblin Attack" al seu CD de 2004 Danse Macabre: Constant Companion que inclou una interpretació de cordes del tema Suspiria; el títol de la cançó també sembla ser una referència a la banda Goblin. The 69 Eyes tenen una cançó anomenada "Suspiria Snow White" al seu àlbum Back in Blood (2009). El 1991, la banda instrumental de Califòrnia Gargamel va gravar una versió del tema Suspiria amb manipulacions de cintes i dulcimer entre les seves versions de la banda sonora de pel·lícules de terror. Suspiria apareix a la pel·lícula documental Terror in the Aisles (1984). A la pel·lícula de comèdia dramàtica Juno (2007), Suspiria és considerada pel personatge principal com la pel·lícula més cruenta que s'ha fet mai, fins que veu The Wizard of Gore i canvia d'opinió, dient que en realitat és més gorent que Suspiria. La pel·lícula també s'esmenta a l'episodi "The Seminar" de The Office (temporada 7), la col·lecció de pel·lícules de terror de Kirby Reed a la pel·lícula de terror Scream 4 (2011), i a  American Horror Story: Hotel on un personatge mira Suspiria a la televisió.
El març de 2020, es va interpretar en directe una nova banda sonora, amb membres de King Gizzard & the Lizard Wizard juntament amb altres músics de Melbourne, amb la projecció de la pel·lícula.
Durant l'actualització 1.2 de Reverse: 1999, un personatge 'Sotheby' va rebre un article cosmètic de pagament que fa referència directa a la pel·lícula.

## Obres relacionades

### Pel·lícules posteriors
Suspiria és la primera d'una trilogia de pel·lícules d'Argento, coneguda com Le tre madri. La trilogia se centra al voltant de tres bruixes, o "Mares del Dolor" que desencadenen el mal des de tres llocs del món. A Suspiria, Helena Marcos és Mater Suspiriorum (en llatí: "Mare dels sospirs") a Friburg. La pel·lícula d'Argento de 1980 Inferno se centra en Mater Tenebrarum ( en llatí: "Mare de la Foscor"), a Nova York. L'última entrega de la trilogia,  La terza madre (2007), se centra en Mater Lachrymarum (en llatí: "Mare de llàgrimes") a Roma.
L'estudiós de cinema L. Andrew Cooper assenyala: "L'experiència estètica és sens dubte la font final de "significat" a totes les pel·lícules d'Argento, però "Suspiria" i les altres pel·lícules de la trilogia de les Tres Mares... porten més l'èmfasi en l'estètica. connectant conscientment els seus mons irracionals amb el romanticisme del segle XIX i l'esteticisme que en va sorgir."

### Remake sense filmar
Es va anunciar a través de MTV el 2008 que estava en producció un remake de Suspiria, dirigit per David Gordon Green, que va dirigir pel·lícules com Undertow i Pineapple Express. L'anunci va ser rebut amb hostilitat per part d'alguns, inclòs el propi Argento. La pel·lícula havia de ser produïda per la productora italiana First Sun. L'agost de 2008, es va informar que Natalie Portman i Handsome Charlie Films d’Annette Savitch havia de produir el remake, i Portman faria el paper principal. També es va anunciar que el projecte serà produït per Marco Morabito i Luca Guadagnino. Després d'un període sense notícies en què es pensava que l'intent de remake havia fracassat, Green va dir a l'agost de 2011 que encara estava intentant refer la pel·lícula. El 15 de maig de 2012 es va anunciar que l'actriu Isabelle Fuhrman seria la protagonista. Més tard, però, el remake previst es va suspendre. El gener de 2013, Green va revelar que potser no es faria mai per problemes legals. L'abril de 2014, Green va admetre que el remake era massa car de fer durant el "boom del metratge trobat" i, per tant, la pel·lícula finalment no es va fer.

L'abril de 2015, es va anunciar una sèrie de televisió en anglès basada en la pel·lícula, juntament amb una sèrie basada en Django (1966) de Sergio Corbucci desenvolupat per Atlantique Productions i Cattleya. Ambdues sèries estaven formades per dotze episodis de 50 minuts de durada, amb la possibilitat de diverses temporades.

### Pel·lícula del 2018
El setembre de 2015, el director italià Gianluca Guadagnino va anunciar a la 72a Mostra Internacional de Cinema de Venècia que dirigiria una nova versió de Suspiria, amb la intenció d'utilitzar el repartiment de la seva pel·lícula A Bigger Splash (Tilda Swinton, Matthias Schoenaerts, Ralph Fiennes i Dakota Johnson). Durant el període previ al rodatge, Johnson va declarar que estava fent classes de ballet per preparar-se. El 23 de novembre de 2015, Guadagnino va revelar que el rodatge començaria l'agost de 2016. A l'octubre de 2016, es va anunciar que Chloë Grace Moretz coprotagonitzaria, juntament amb Johnson i Swinton. La pel·lícula va acabar el rodatge el 10 de març de 2017 a Berlín. Guadagnino va descriure la pel·lícula com un "homenatge" a la pel·lícula de 1977 en lloc d'un remake directe. La versió de Guadagnino està ambientada a Berlín cap a l'any 1977 (l'any en què es va estrenar la pel·lícula d'Argento), amb un enfocament temàtic en "la força inflexible de la maternitat".

## Premis
- 1978 Nominada al Premi Saturn a la millor actriu secundària - Joan Bennett
- 2002 Nominat al Premi Saturn a la millor estrena de pel·lícula clàssica en DVD
- 2018 Va guanyar el Rondo Hatton Classic Horror Award a les següents categories (Synapse):[80]
  - Millor DVD/Blu-ray
  - Millor restauració
  - Millors Comentari de DVD – David Del Valle i Derek Botelho
  - Millor DVD extra – A Sigh from the Depths: 40 Years of Suspiria, dirigit per Daniel Griffith